# SGC그린파워
SGC그린파워(영어: SGC Green Power)는 친환경 에너지 전문 기업이다.

## 역사
2014년 12월에 SMG에너지로 설립되어 2016년 11월 산업통상자원부로부터 바이오매스 발전사업 허가를 취득하였다.
2018년 발전소를 착공해 2021년부터 상업운전에 들어갔다.
2024년 사모펀드인 글랜우드PE가 카브아웃 방식으로 회사를 인수하였다.

## 사업
- 100MW 용량의 바이오매스 발전소 운영